# Georg Ludwig König
Georg Ludwig König (* 4. August 1766 in Celle; † 16. September 1849 in Eutin) war ein deutscher Klassischer Philologe. Er war von 1804 bis 1849 Direktor der Gelehrtenschule zu Eutin.

## Leben und Werk
Georg Ludwig König besuchte das Gymnasium Ernestinum zu Celle und studierte von 1786 bis 1789 an der Universität Göttingen Philologie, Philosophie und Mathematik. Zu seinen prägendsten Lehrern gehörte der Philologe Christian Gottlob Heyne. Nach dem Studium kehrte König zunächst nach Celle zurück und arbeitete als Lehrer am Wiechmannschen Institut, aber schon im folgenden Jahr zog er nach Oldenburg als Hauslehrer des Sohnes des Konferenzrates August Gottlieb von Berger. Dort knüpfte König Kontakt zum Generalsuperintendenten Esdras Heinrich Mutzenbecher, der ihm 1792 eine Stelle als Kollaborator am Gymnasium zu Oldenburg vermittelte.
In den folgenden Jahren veröffentlichte König erste wissenschaftliche Arbeiten: Eine umfangreiche Abhandlung über die römische Satire (1796), eine lateinische Übersetzung von Immanuel Kants Rechtslehre (1799) und ein Handbuch zur Mathematikdidaktik (1800). Entgegen dem damals häufig geübten Auswendiglernen trat er für einen Ansatz ein, der den Schülern das Verstehen und Analysieren mathematischer Zusammenhänge ermöglichte. Danach veröffentlichte König eine kritische Ausgabe und einen Kommentar zu den Satiren des Persius (1803).
Königs Zeit in Oldenburg endete 1804, als er zum Rektor der Gelehrtenschule zu Eutin ernannt wurde. Eutin gehörte seit 1803 als Exklave zum Großherzogtum Oldenburg. Der bisherige Rektor, Gabriel Gottfried Bredow, war 1804 an die Universität Helmstedt gegangen.
König lebte und wirkte in Eutin bis an sein Lebensende. Die Universität Kiel verlieh ihm 1817 die Ehrendoktorwürde der philosophischen Fakultät. Als Schulleiter organisierte König die Erweiterung der Schule zu einer vereinigten Gelehrten- und Bürgerschule im Jahr 1821. Aus gesundheitlichen Gründen wurde er 1834 von seinen Lehraufgaben entbunden und zugleich zum Hofrat ernannt. An der Schulleitung blieb er weiterhin beteiligt.
Königs wissenschaftliche Arbeit trat in Eutin mehr und mehr in den Hintergrund. Seine umfangreichste Veröffentlichung dieser Zeit war die kommentierte Claudian-Ausgabe (1808), von der jedoch nur der erste Band erschien. In dieser Ausgabe versah König die Carmina maiora des Dichters mit fortlaufendem Kommentar und Inhaltsangaben, eine Vorgehensweise, die den Einfluss seines akademischen Lehrers Heyne zeigt. Königs weitere Arbeiten erschienen als Beilagen zum Schulprogramm der Eutiner Gelehrtenschule.

## Schriften (Auswahl)
- De Satira Romana Eiusque Auctoribus Praecipuis Quaedam Disseruit Georg. Ludov. Koenig Gymnas. Oldenburg. Collab. Oldenburg 1796
- Elementa Metaphysica Iuris Doctrinae Auctore Immanuele Kantio. Latine vertit G. L. Koenig, Collabor. Gymnas. Oldenburgens. Amsterdam 1799
- Anweisung zum Rechnen für Bürger- und Landschulen. Oldenburg 1800
- A. Persii Flacci Satirae VI. Ad optimorum exemplarium fidem recensitae atque prooemio et indice rerum instructae a G. L. Koenig. Göttingen 1803
- Commentarius in A. Persii Flacci Satiras VI. Göttingen 1803
- Cl. Claudiani quae exstant recensuit perpetuaque adnotatione illustravit Georgius Ludovicus Koenig. Band 1, Göttingen 1808 (mehr nicht erschienen)
- Supplementa in Euclidem. Eutin 1819